# Konstantin Wieliczko
Konstantin Iwanowicz Wieliczko (ros. Константин Иванович Величко; ur. 20 maja?/1 czerwca 1856 w Koroczy w guberni kurskiej, zm. 15 maja 1927 w Leningradzie) – rosyjski generał inżynier (od 1916), inżynier wojskowy – fortyfikator, zasłużony profesor fortyfikacji (1901), członek rzeczywisty Komitetu Inżynieryjnego, Artyleryjskiego i Wojskowo-Sanitarnego (1910). Pochodzenia polskiego. Syn polskiego zesłańca na Sybir.

## Życiorys
Urodzony w rodzinie szlacheckiej. Ukończył 2 Gimnazjum w Sankt Petersburgu, Nikołajewską Oficerską Szkołę Inżynieryjną w 1875 (oficer od 4 sierpnia 1875) i Wojskową Akademię Inżynieryjną w 1881. Akademię zakończył z 1 lokatą i wyróżnieniem. Nazwisko jego zostało wyryte na tablicy honorowej absolwentów. Po Akademii służył w Odeskim Okręgu Wojskowym. Od 1882 był repetytorem, a później wykładowcą akademickim fortyfikacji. Jako specjalista fortyfikacji był członkiem licznych komisji i rad rozpracowujących różnego rodzaju zagadnienia inżynieryjno-saperskie obrony państwa. Odbywał liczne podróże inspekcyjne po twierdzach Rosji i twierdzach innych państw. Brał udział w manewrach armii rosyjskiej i armii innych państw. Od 1890 profesor. Od 1903 pomocnik szefa Głównego Zarządu Wojskowo Inżynieryjnego.
Brał udział w licznych wojnach toczonych przez Rosję w drugiej połowie XIX i na początku XX wieku: wojna rosyjsko-turecka 1877–78 (w składzie 1 batalionu saperów), rosyjsko-japońska 1904–05, I wojna światowa. W pracy "Rola środków obronnych twierdz przeciw atakom szybkim" wyd. 1882 pokazał zasady przygotowania inżynieryjnego terenu i dał charakterystykę rejonów umocnionych. W czasie wojny rosyjsko japońskiej oficer do zadań specjalnych naczelnego dowódcy Armii Mandżurskiej gen. Kuropatkina. Opracował plan inżynieryjnej rozbudowy twierdzy Port Artur, licznych pozycji obronnych innych rejonów walk m.in. pod Mukdenem, Yingkou, pod Harbinem i innych. W 1905 pomocnik szefa Głównego Zarządu Inżynieryjnego. W czasie I wojny światowej szef wojsk inżynieryjnych Frontu Południowo-Zachodniego. W 1916 zaproponował nową formę przygotowania inżynieryjnego terenu w natarciu - tzw. "inżynieryjne przyczółki", W 1917 inżynieryjny inspektor polowy u Najwyższego Naczelnego Dowódcy. W listopadzie 1917 przeszedł na stronę władzy sowieckiej i w lutym 1918 wstąpił do Armii Czerwonej. Był szefem wojsk inżynieryjnych obrony Piotrogradu. Od stycznia 1919 członek Komitetu Inżynieryjnego Głównego Zarządu Wojskowo Inżynieryjnego. Od marca 1918 przewodniczący Kolegium ds. Inżynieryjnej Obrony Państwa przy Głównym Zarządzie Inżynieryjnym Robotniczo Chłopskiej Armii Czerwonej. Od 1922 na stanowiskach naukowych w uczelniach wojskowych. K. Wieliczko wniósł wielki wkład w opracowanie zasad współczesnej myśli inżynieryjno saperskiej. Od 1923 profesor Wojskowej Akademii Inżynieryjnej, od 1925 Wojskowej Akademii Technicznej 
Był autorem wielu prac z dziedziny fortyfikacji oraz projektów fortów, stosowanych szeroko w rosyjskich twierdzach przełomu wieków XIX i XX. Projektował umocnienia i ich modernizację w twierdzach: Kowna i Twierdzy Modlin (Nowogieorgiewsk) w latach 1892–1893 (budowa dróg kolejowych wewnątrz twierdz), także Dęblina (Iwangorod) i w roku 1899 Władywostoku i Port Artur (autor projektu). Autor projektów fortów Beniaminów i Dębe Twierdzy Zegrze. Kierował pracami fortyfikacyjnymi w Piotrogradzie w 1918 oraz budową Moskiewskiego Rejonu Umocnionego (1919). Był redaktorem naczelnym Encyklopedii Wojskowej. Publikował liczne artykuły o tematyce inżynieryjno saperskiej i fortyfikacyjnej w Periodyku Inżynieryjnym, Zbiorze Wojskowym, Inwalidzie Wojennym, Zwiadowcy, Nowych Czasach, Wiadomościach Petersburskich.
Autor ok. 70 prac naukowych i podręczników m.in.: Za i przeciw wieżom pancernym w twierdzach – 1885, Środki obronne twierdz przeciw pośpiesznym atakom wyd. 1892, Badanie najnowszych środków oblężenia i obrony twierdz lądowych cz. 1 wyd. 1903 (uhonorowany nagrodą cara Mikołaja); Twierdze i drogi żelazne w nich – 1908, Twierdza manewrowa – wyd. 1914; Twierdze do i po wojnie światowej 1914–1918 wyd. 1922; Rosyjskie twierdze w operacjach armii polowych w wojnie światowej wyd. 1926;
Odznaczenia: Order Świętej Anny I st. z mieczami, Order Świętego Stanisława I st. z mieczami, złota broń z napisem "za bohaterstwo", hiszpański medal Pour les merites militaires 1 st, francuski order – Legia Honorowa.